# 国際ウラン濃縮センター
国際ウラン濃縮センター（こくさいウランのうしゅくセンター International Uranium Enrichment Centre）は、ロシアのシベリア南東部アンガルスク市に存在する核燃料（ウラン）関連施設。

## 概要
イランなどがウラン濃縮技術の修得を進めるなど、核拡散への国際的な緊張感が高まる状況を背景に、2006年にプーチン大統領（当時）が核燃料の安定的供給を行う機関を設立することを提唱。翌年、国際ウラン濃縮センターが発足した。経営は、ロスアトムが中心となりカザフスタンが出資する株式会社の形態を採っており、今後は協力国を増やしていく予定となっている。

## 業務内容
ウラン濃縮技術の拡散を防止するとともに、政治的理由による核燃料の供給停止に備えるというウラン燃料の備蓄を行う。備蓄については、約120トン低濃縮ウランを国際原子力機関の監視下で備蓄する。